# Лула да Силва, Луис Инасиу
Луи́с Ина́сиу Лу́ла да Си́лва (порт. Luiz Inácio Lula da Silva [luˈiz iˈnasiu ˈlulɐ da ˈsiwvɐ]; род. 27 октября 1945, Каэтес, Пернамбуку) — бразильский политический и государственный деятель, 35-й (2003—2011) и 39-й (с 2023) президент Бразилии.
Более известен по прозвищу «Лула», которое является уменьшительной формой от имени Луис. Он официально добавил себе это имя, чтобы иметь возможность участвовать под ним в выборах.
Соучредитель и почётный председатель социалистической Партии трудящихся. Шесть раз участвовал в президентских выборах. Первые три раза (в 1989, 1994 и 1998 годах) проиграл. Был избран в 2002 и переизбран в 2006 году, вновь избран в 2022 году.
В 2010 году журнал «Тайм» назвал Лулу «самым влиятельным человеком мира».
12 июля 2017 года, по делу о коррупции и отмывании денег, приговорён к 9,5 годам тюрьмы. В ноябре 2019 года вышел на свободу. В марте 2021 года Федеральный верховный суд Бразилии отменил все обвинения в его адрес.

## Молодость
Луис Инасиу да Силва родился 27 октября 1945 года в Каэтес. Он является седьмым из восьми детей Аристидиса Инасиу да Силвы и Эуридиси Феррейры ди Мелу. Спустя две недели после рождения его отец переехал в Сантус с Валдомирой Феррейрой ди Гойс, двоюродной сестрой Эуридиси.
В декабре 1952 года, когда Луле было только семь лет, его мать решила переехать в Сан-Паулу с детьми, чтобы повторно встретиться с мужем. После 13-дневной поездки в пау-де-арара (открытая грузовая область грузовика), она прибыла в Гуарижа и обнаружила, что Аристидис создал вторую семью с Валдомирой. Две семьи Аристидиса жили в одном доме некоторое время. Четыре года спустя Эуридиси переехала с детьми в маленькую комнату в баре в городе Сан-Паулу. После этого Лула редко видел своего отца, который стал алкоголиком и умер в 1978 году.

## Образование и работа
Лула не получил систематического образования. Он не умел читать до десяти лет и оставил школу после четвёртого класса, чтобы работать и помогать семье. Его рабочая жизнь началась в 12 лет с профессии уличного продавца и полировщика обуви. В 14 лет он получил свою первую официальную работу на фабрике по обработке меди. В 18 лет Лула окончил курсы токаря-механика.
В 19 лет он потерял мизинец левой руки в результате несчастного случая, работая как оператор пресса на заводе автомобильных запчастей. После потери пальца он обращался в несколько больниц, пока не получил помощь. Вследствие этого опыта он стал испытывать больший интерес к деятельности в Союзе рабочих. В то время он стал вовлечённым в действия союза и занимал несколько важных постов союза. Правительство Бразилии сильно ограничило действия профсоюзов, в результате чего его политические взгляды переместились влево.
В 1969 году он женился на Марии ди Лурдис, которая умерла в 1971 году. В 1974 году Лула женился на вдове Маризе, от которой у него было три сына (он также принял сына Маризы от её первого брака). Ранее в том же году у него родилась внебрачная дочь от Мириам Кордейру — Луриан.

## Политическая карьера

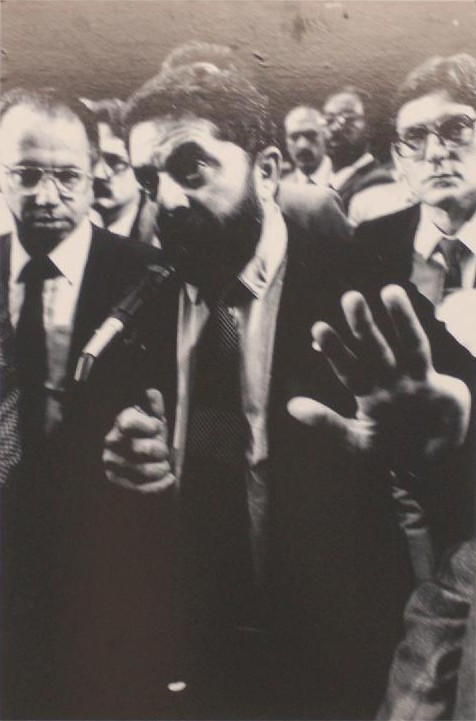
Лула да Силва в парламенте Бразилии в 1980-х годах

10 февраля 1980 года группа учёных, интеллигентов и молодёжных лидеров, в том числе да Силва, основала Партию трудящихся (ПТ), прогрессивную партию с левой идеологией, созданную во времена военной диктатуры. 10 февраля 1980 года в колледже Симон в Сан-Паулу он зачитывал манифест об образовании Партии трудящихся.
В 1982 году да Силва добавил прозвище «Лула» к своему настоящему имени. В 1983 году участвовал в создании бразильской федерации профсоюзов CUT (порт. Central Única dos Trabalhadores). В 1984 году ПТ и да Силва участвовали в кампании в поддержку прямых президентских выборов «Диретас жа» («Прямое да», «Права сейчас», порт. Diretas Já). Из-за того что по конституции 1967 года президент Бразилии избирался парламентом, все они, начиная с мартовского путча 1964 года, являлись высшими офицерами. В 1986 году Лула становится федеральным депутатом. В конце концов в 1989 году состоялись долгожданные выборы, бразильский народ голосовал впервые за 29 лет. На этих выборах победил Фернанду Коллор ди Меллу, обогнавший да Силву во втором туре. В 1992 году Лула активно поддерживал импичмент Коллора, обвинённого в коррупции.

### На посту президента (2003—2011)

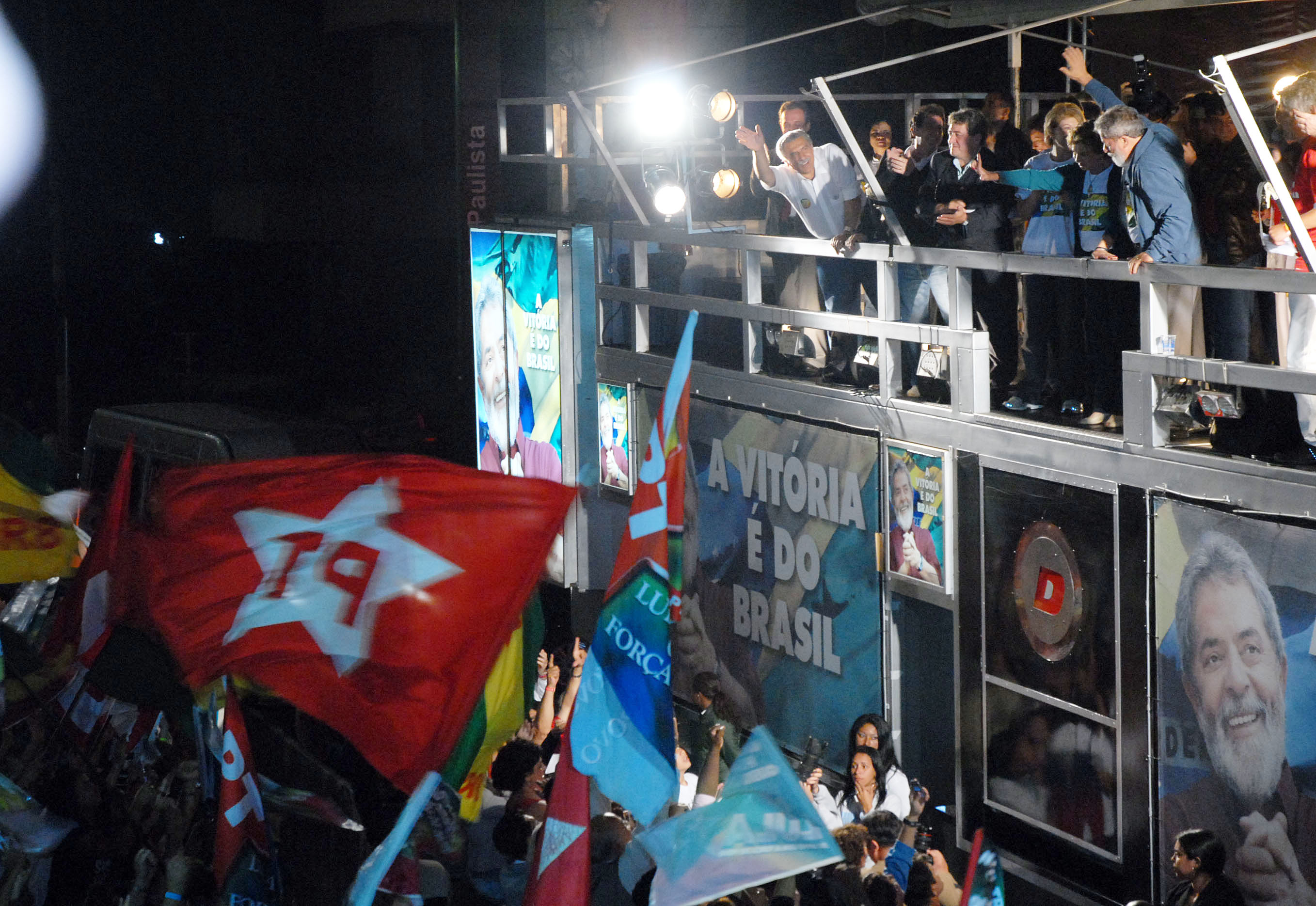
Сторонники Партии трудящихся празднуют победу на президентских выборах (2006)

Результаты второго тура президентских выборов (2006). Красным цветом выделены штаты, где победил Лула да Силва
Луис Инасиу Лула да Силва
Жералду Алкмин

На выборах в 2002 году был избран президентом, набрав в первом туре 46,4 % и во втором туре 61,3 % голосов. Вопреки ожиданиям и предвыборной риторике Лулы его правительство полностью сохранило макроэкономическую политику его предшественника Ф. Кардозу с сохранением первичного профицита государственного бюджета и плавающим курсом национальной валюты. Единственным принципиальным изменением в экономической политике стало свёртывание программы приватизации, хотя проводить ренационализацию Лула не стал.
На выборах 2006 года был переизбран, набрав в первом туре 48,6 % и во втором туре 60,8 % голосов.
В 2000-х годах в Бразилии произошёл огромный экономический и социальный сдвиг благодаря политике Лулы, ключевыми пунктами которой стали жёсткая финансовая политика и контроль над инфляцией. Кроме того, правительство Лулы разработало целый комплекс социальных программ, главная из которых — т. н. «Семейный пакет» (Bolsa Família), благодаря которым 12 млн беднейших бразильских семей получают небольшие ежемесячные выплаты при условии, что их дети регулярно посещают школу и получают необходимые медицинские прививки. Согласно данным, полученным учёными бразильского фонда изучения общественного мнения и социальных исследований имени Ж. Варгаса, социальное неравенство в Бразилии достигло минимального показателя за последние полвека: с 1994 по 2010 год уровень бедности в стране упал на 67,3 %, причём 50 % от этого падения пришлись на годы президентства да Силвы.
В период президентства Лулы произошло большое количество политических и коррупционных скандалов: ежемесячные платежи депутатам мелких партий правительственной коалиции (плата за лояльность), закупки машин скорой помощи по завышенным ценам (откат депутатам составлял 10 %), изготовление фальшивого досье на кандидата в президенты от социал-демократической партии Жозе Серра, получение председателем палаты депутатов 110 млн реалов от владельца ресторана в здании парламента за продление концессии, незаконное финансирование избирательных кампаний через офшорные счета, использование партией средств от нелегальных лотерей, изъятие полицией у партийных казначеев нескольких миллионов наличных долларов.
В 2010 году Лула направил в парламент законопроект о запрете телесных наказаний детей и подростков.
Годом ранее режиссёр Фабиу Баррету снял биографический фильм о начальном периоде жизни Лулы под названием «Лула, сын Бразилии». Кинолента вышла в прокат в ходе избирательной кампании перед президентскими выборами 2010 года и была раскритикована в бразильской прессе, а оппозиция назвала её «досрочной рекламой власти».
Правительство Лулы не смогло решить проблему преступности.

## После президентства
2 октября 2011 года в Сирийско-Ливанском госпитале в Сан-Паулу у Лулы был диагностирован рак гортани. Он решил пройти химиотерапию для устранения новообразований, и 16 ноября пресс-служба опубликовала фотографию его жены, сбривающей его волосы и бороду, оставляя Лулу лысым, но с усами. Это был первый раз со времени отставки Лулы, когда его видели без бороды. Лула подвергался лучевой терапии до полной ремиссии рака. В марте 2012 года Лула объявил о своём выздоровлении и возвращении в политику. Дилма Русеф, тогдашний президент Бразилии, высоко оценила эту новость. Вопреки слухам, в начале 2013 года Лула объявил, что больше не будет баллотироваться в президенты, вновь поддержав свою преемницу Дилму Русеф.

### Коррупционный скандал

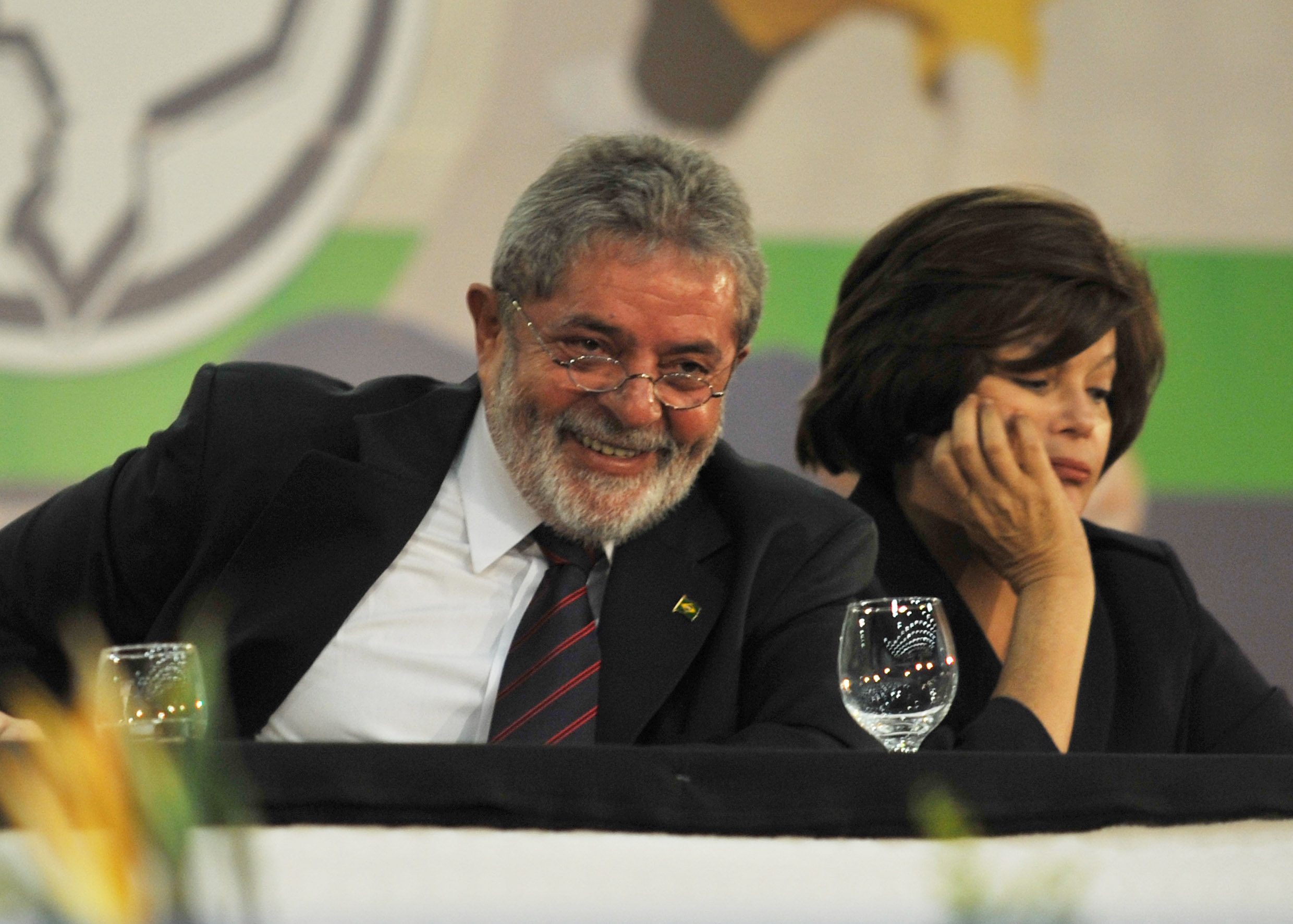
Лула да Силва и Дилма Русеф, 2009 год

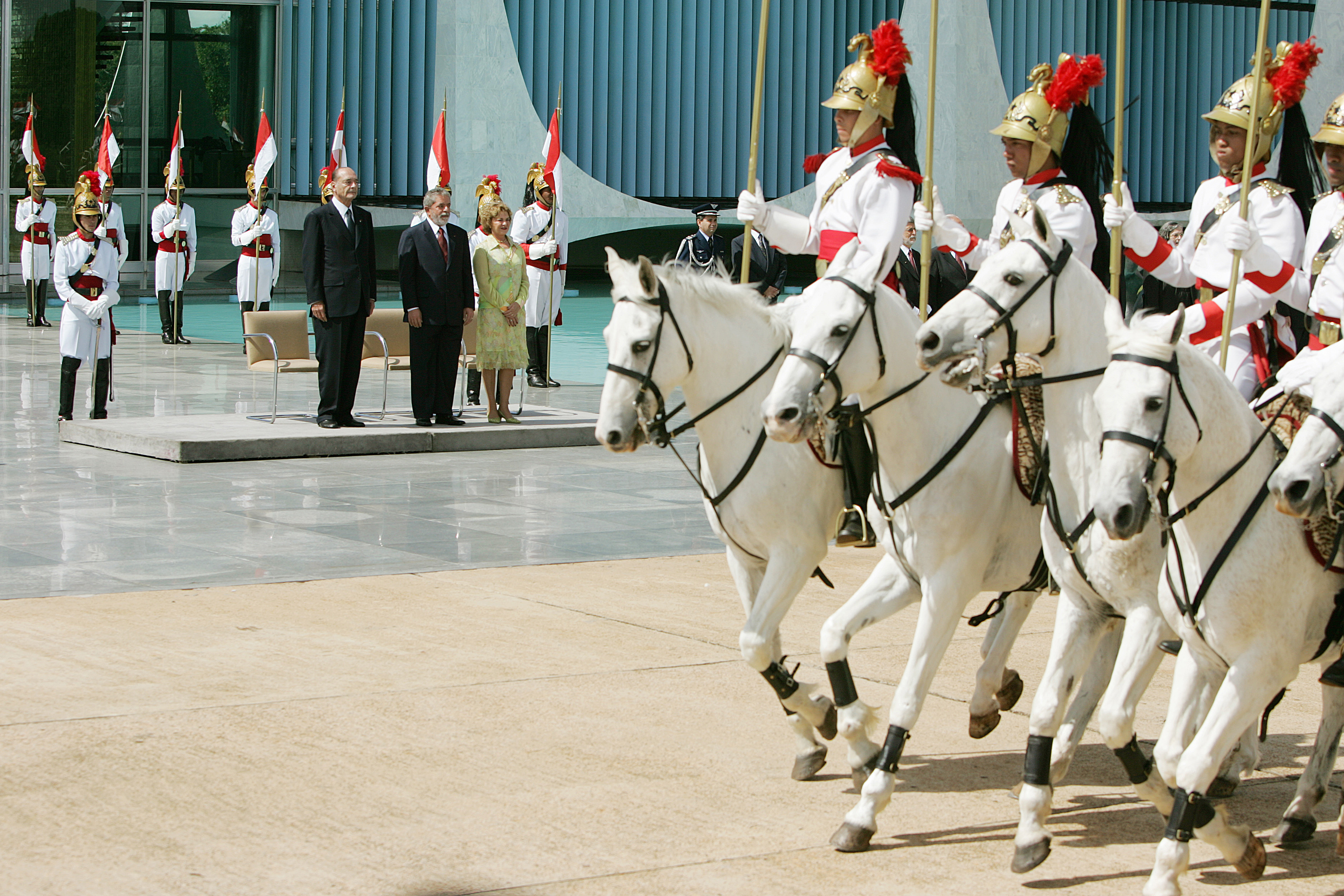
Жак Ширак и Луис-Инасиу Лула да Силва. Дворец Рассвета, Бразилиа

В результате расследования, начатого в 2014 году, выяснилось, что после прихода Лула да Силва к власти была организована коррупционная схема, в рамках которой строительные компании получали подряды на крупные проекты для нефтяной компании Petrobras, платя откаты её топ-менеджерам и перечисляя деньги правящей Партии трудящихся на финансирование её кампаний и лично политикам. В заявлении полиции Лула да Силва назван одним из главных выгодополучателей этой коррупционной схемы.
В начале марта 2016 года Лула да Силва был задержан и доставлен в полицию для допроса, у него дома полиция провела обыск в рамках антикоррупционного расследования. Прокуратура запросила ордер на его арест по обвинению в отмывании денег и лжесвидетельствовании. Следователи утверждают, что он получил апартаменты в пентхаусе в прибрежном жилом комплексе в качестве взятки от компании, работавшей с Petrobras, и скрыл факт владения ими.
16 марта действующий президент Дилма Русеф, занимавшая в 2003—2010 годах пост председателя совета директоров Petrobras, объявила о его назначении главой своей администрации. По бразильским законам это решение Русеф делало да Силву недосягаемым для ведущих расследование прокуроров и курирующего его судьи. Предъявить обвинения да Силве, чтобы он смог предстать перед Верховным судом, в этом случае мог только генеральный прокурор. Оппозиция и миллионы бразильцев, выходившие 13 марта на акции протеста против коррупции, Русеф и да Силвы, восприняли это как попытку защитить экс-президента от уголовного преследования. Федеральный судья выпустил постановление, приостанавливающее назначение да Силвы в связи с тем, что оно мешает свободному отправлению правосудия в ходе антикоррупционного расследования.
12 июля 2017 года федеральный судья приговорил Лулу да Силву по делу о коррупции и отмывании денег к 9,5 годам тюрьмы. Лула обвинялся в получении квартиры, расположенной на берегу моря, в качестве взятки от строительной компании. Политик не признаёт своей вины. В период обжалования приговора он оставался на свободе.
24 января 2018 года проиграл апелляцию по указанному делу в суде города Порту-Алегри. Федеральный региональный суд четвёртого округа подтвердил обвинительный приговор, увеличив назначенный бывшему президенту срок тюремного заключения с 9 лет и 6 месяцев до 12 лет и 1 месяца.

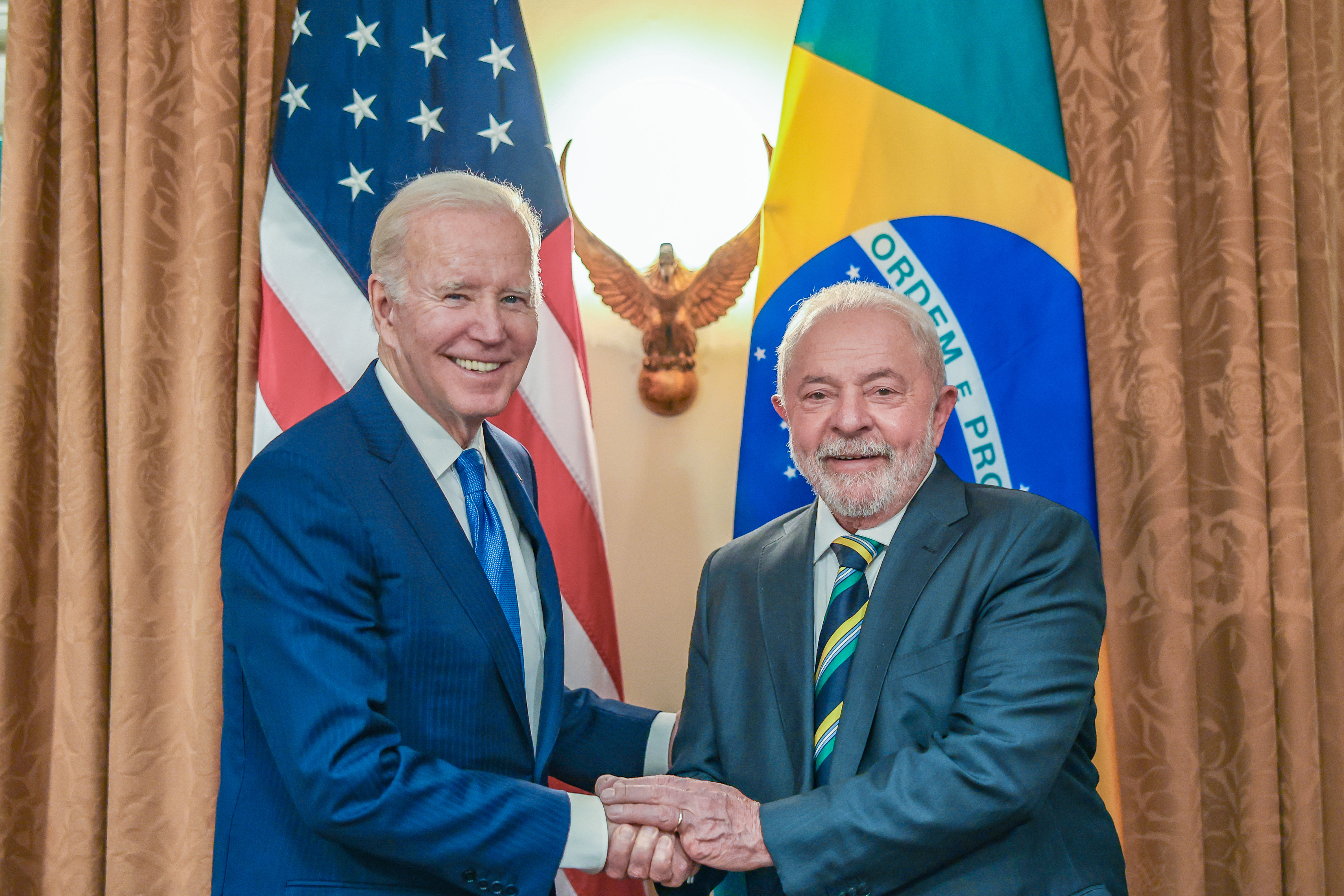
Лула да Силва и Джо Байден, 10 февраля 2023

5 апреля 2018 года Федеральный верховный суд Бразилии разрешил поместить Лулу да Силву в тюрьму для исполнения приговора, после этого судья Сержиу Моро выдал ордер на его арест. Бывший президент не явился в полицию в установленный срок, однако затем пообещал выполнить распоряжение судебной власти.
7 апреля 2018 года он сдался полиции, после чего был доставлен на вертолёте в здание Федеральной полиции в городе Куритиба.
8 ноября 2019 года вышел на свободу после 580 дней заключения в связи с решением Верховного суда о незаконности вступления приговора в силу до исчерпания всех апелляций.
8 марта 2021 года Федеральный верховный суд Бразилии отменил все обвинения по делам о коррупции и отмывании денег в адрес Лулы да Силва, так как судья Сержиу Моро и суд города Куритиба не имел полномочий судить экс-президента, сделав это под давлением правительства Мишела Темера, пытавшегося обойти таким образом Федеральный верховный суд Бразилии. Государственное обвинение уже правительства Жаира Болсонару, преемника Мишеля Темера, подало апелляцию на это решение напрямую в Федеральный верховный суд Бразилии, который 22 августа 2021 года принял решение отклонить все обвинения в адрес Лулы да Силвы из-за отсутствия доказательств.

## Возвращение в должность президента

Результаты второго тура президентских выборов (2022). Красным цветом выделены штаты, где победил Лула да Силва
Луис Инасиу Лула да Силва
Жаир Болсонару

В октябре 2022 года Луис Инасиу Лула да Силва одержал победу на президентских выборах, с незначительным перевесом обойдя действующего главу государства Жаира Болсонару (48,4 % в первом туре и 50,9 % во втором) и став первым в бразильской истории президентом всенародно избранным более двух раз. Приведён к присяге 1 января 2023 года.

### Позиция в отношении российско-украинской войны
Считает, что Россия никогда не должна была совершать полномасштабное вторжение в Украину, но украинский президент Зеленский так же виновен в войне, как и Путин. По его словам, США и ЕС могли бы избежать вторжения, заявив, что Украина не будет вступать в НАТО, а президент США Байден мог избежать войны, а не подстрекать её.

### Позиция по Израилю
Сначала осудил атаку боевиков ХАМАСа на Израиль в октябре 2023 года, но затем также осудил антитеррористическую операцию Израиля в Секторе Газы и сравнил её с Холокостом. После таких заявлений посол Бразилии в Израиле Фредерико Мейер был отозван, а Лула был объявлен персоной нон грата в Государстве Израиль.

## Награды
| Страна            | Дата вручения     | Награда                                                                           | Награда                                                                           | Литеры   |
| ----------------- | ----------------- | --------------------------------------------------------------------------------- | --------------------------------------------------------------------------------- | -------- |
| Португалия        | 23 июля 2003—     | Кавалер Большой цепи ордена Свободы                                               | Кавалер Большой цепи ордена Свободы                                               | GColL    |
| Перу              | 25 августа 2003—  | Кавалер Большого креста ордена Солнца Перу                                        | Кавалер Большого креста ордена Солнца Перу                                        |          |
| Норвегия          | 7 октября 2003—   | Кавалер Большого креста ордена Святого Олафа                                      | Кавалер Большого креста ордена Святого Олафа                                      |          |
| Испания           | 2003—             | Кавалер Большого креста на цепи ордена Изабеллы Католической                      | Кавалер Большого креста на цепи ордена Изабеллы Католической                      |          |
| Украина           | 20 октября 2003—  | Кавалер ордена Князя Ярослава Мудрого 1 степени                                   | Кавалер ордена Князя Ярослава Мудрого 1 степени                                   |          |
| Кабо-Верде        | 29 июля 2004—     | Кавалер Большого креста ордена Амилкара Кабрала                                   | Кавалер Большого креста ордена Амилкара Кабрала                                   |          |
| Габон             | 28 июля 2004—     | Кавалер Большого креста ордена Экваториальной звезды                              | Кавалер Большого креста ордена Экваториальной звезды                              |          |
| Гана              | 13 апреля 2005—   | Компаньон ордена Звезды Ганы                                                      | Компаньон ордена Звезды Ганы                                                      | CSG      |
| Колумбия          | 14 декабря 2005—  | Кавалер Большого креста ордена Бояки                                              | Кавалер Большого креста ордена Бояки                                              |          |
| Алжир             | 7 февраля 2006—   | Кавалер Большого креста Национального ордена Заслуг                               | Кавалер Большого креста Национального ордена Заслуг                               |          |
| Великобритания    | 2006—             | Рыцарь Большого креста ордена Бани                                                | Рыцарь Большого креста ордена Бани                                                | GCB      |
| Швеция            | 2007—             | Кавалер ордена Серафимов                                                          | Кавалер ордена Серафимов                                                          |          |
| Мексика           | 3 августа 2007—   | Кавалер цепи ордена Ацтекского орла                                               | Кавалер цепи ордена Ацтекского орла                                               |          |
| Панама            | 10 августа 2007 — | Кавалер Большого креста ордена Омара Торрихоса Эррера                             | Кавалер Большого креста ордена Омара Торрихоса Эррера                             |          |
| Дания             | 12 сентября 2007— | Рыцарь ордена Слона                                                               | Рыцарь ордена Слона                                                               | R. af E. |
| Норвегия          | 13 сентября 2007— | Кавалер Большого креста Королевского Норвежского ордена Заслуг                    | Кавалер Большого креста Королевского Норвежского ордена Заслуг                    |          |
| Боливия           | 17 декабря 2007—  | Кавалер цепи ордена Кондора Анд                                                   | Кавалер цепи ордена Кондора Анд                                                   |          |
| Португалия        | 5 марта 2008—     | Кавалер Большого креста Военного ордена Башни и Меча, Доблести, Верности и Заслуг | Кавалер Большого креста Военного ордена Башни и Меча, Доблести, Верности и Заслуг | GCTE     |
| Саудовская Аравия | май 2009—         | Кавалер орденской цепи короля Абдель-Азиза аль-Сауди                              | Кавалер орденской цепи короля Абдель-Азиза аль-Сауди                              |          |
| Украина           | 24 ноября 2009—   | Кавалер ордена Свободы                                                            | Кавалер ордена Свободы                                                            |          |
| Гвинея-Бисау      | 25 августа 2010—  | Медаль Амилкара Кабрала                                                           | Медаль Амилкара Кабрала                                                           |          |
| Гайана            | 25 ноября 2010—   | Кавалер ордена Превосходства Гайаны                                               | Кавалер ордена Превосходства Гайаны                                               |          |
| Сирия             | 2010—             | Кавалер ордена Омейядов 1 класса                                                  | Кавалер ордена Омейядов 1 класса                                                  |          |
| Палестина         | 2010—             | Кавалер цепи ордена Звезды Палестины                                              | Кавалер цепи ордена Звезды Палестины                                              |          |
| Замбия            | 2010—             | Великий Командор ордена Орла Замбии                                               | Великий Командор ордена Орла Замбии                                               | GCEZ     |
| Польша            | 2011—             | Лауреат Премии Фонда Валенсы                                                      | Лауреат Премии Фонда Валенсы                                                      |          |
| ЮАР               | 27 апреля 2011—   | Кавалер Золотого ордена Компаньонов О. Р. Тамбо                                   | Кавалер Золотого ордена Компаньонов О. Р. Тамбо                                   |          |
| Бенин             | 17 марта 2013—    | Кавалер Большого креста Национального ордена Бенина                               | Кавалер Большого креста Национального ордена Бенина                               |          |
| Эквадор           | 6 июня 2013—      | Кавалер орденского цепи Национального ордена Сан-Лоренсо                          | Кавалер орденского цепи Национального ордена Сан-Лоренсо                          |          |
| Куба              | 20 декабря 2019—  | Кавалер Большого креста ордена «Карлос Мануэль де Сеспедес»                       | Кавалер Большого креста ордена «Карлос Мануэль де Сеспедес»                       |          |
| Ангола            | 2023—             | Орден Агостиньо Нето                                                              | Орден Агостиньо Нето                                                              |          |
| Португалия        | 22 апреля 2023—   | Кавалер цепи ордена Камоэнса                                                      | Кавалер цепи ордена Камоэнса                                                      |          |